# Território Britânico do Oceano Índico
O Território Britânico do Oceano Índico é um território britânico ultramarino situado no meio do oceano Índico, aproximadamente a metade do caminho entre a África e a Indonésia. O território compreende os sete atóis do arquipélago de Chagos, com mais de mil ilhas individuais — sendo a maioria muito pequenas —  centradas em 6° S, 71°30' E, que totalizam uma área terrestre de 60 km². Diego Garcia, a maior ilha (27 km²), na região meridional do arquipélago, ocupa uma posição estratégica no centro do oceano Índico e é um local utilizado para fins militares pelos Estados Unidos e pelo Reino Unido. Durante as guerras do Golfo, do Afeganistão e do Iraque, a ilha de Diego Garcia foi extensamente utilizada como base das operações lançadas pelos Estados Unidos, pelo Reino Unido e pela OTAN.
Os únicos habitantes são militares e empreiteiros associados dos Estados Unidos e do Reino Unido, que totalizam cerca de 2 500 (números de 2012). A remoção dos chagossianos do arquipélago de Chagos ocorreu entre 1968 e 1973. Os chagossianos, que na época eram cerca de 2 000 pessoas, foram expulsos pelo governo britânico para Maurício e Seicheles para permitir que os Estados Unidos construíssem uma base militar no território. Atualmente, os habitantes nativos exilados ainda estão tentando retornar, argumentando que a expulsão forçada e a desapropriação foram ilegais. As ilhas estão fora dos limites para os chagossianos, turistas casuais e os meios de comunicação.
Maurício procurou obter o controle sobre o arquipélago de Chagos, que foi separado do seu território pelo Reino Unido em 1965 para formar o Território Britânico do Oceano Índico. Em 23 de junho de 2017, a Assembleia Geral das Nações Unidas votou a favor da remessa da disputa territorial entre Maurício e Reino Unido para a Corte Internacional de Justiça (CIJ), a fim de esclarecer o estatuto legal do arquipélago. A moção foi aprovada por maioria de votos com 94 votos a favor e 15 contra. Em 2024 foi firmado um acordo onde o Reino Unido devolverá as Ilhas Chagos às Maurícias, mas a base em Diego Garcia, no entanto, permanecendo sob domínio britânico. O acordo de transferência foi assinado em 22 de maio de 2025, com a condição de que a ilha de Diego Garcia fosse arrendada de volta ao Reino Unido por pelo menos 99 anos. O governo do Reino Unido espera que o tratado seja ratificado perto do final de 2025.
O Território Britânico do Oceano Índico é um dos dois únicos territórios britânicos onde o tráfego circula pela direita, o outro é Gibraltar.

## História

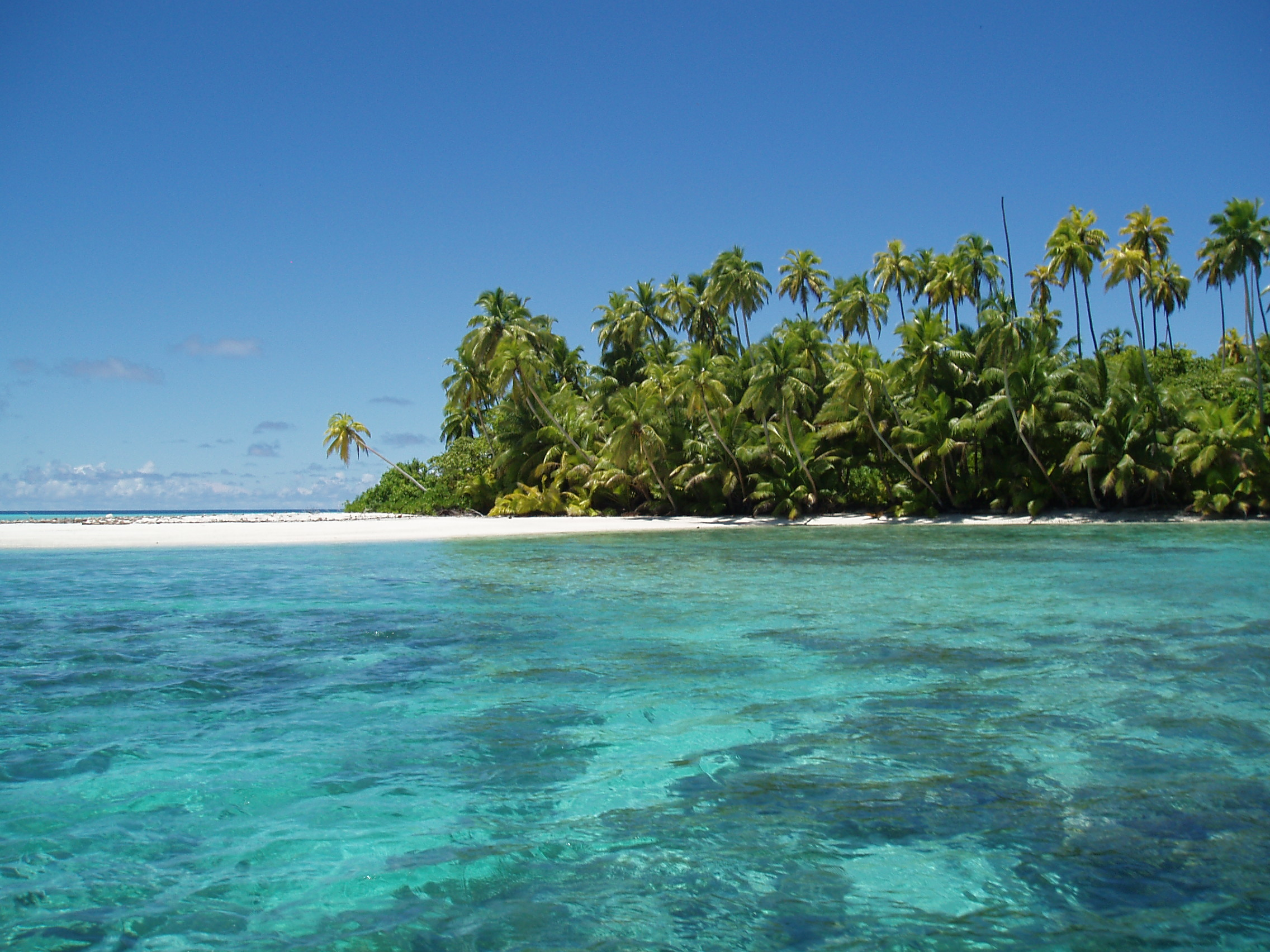
Praia tropical no Atol de Salomão.

Os marinheiros das Maldivas conheciam bem as ilhas de Chagos. Na sabedoria maldiva, elas são conhecidas como Fōlhavahi ou Hollhavai. De acordo com a tradição oral do sul das Maldivas, comerciantes e pescadores estavam ocasionalmente perdidos no mar e acabaram ficando encalhados em uma das ilhas de Chagos. Eventualmente, foram resgatados e levados de volta para casa. No entanto, essas ilhas foram julgadas muito distantes das Maldivas para serem estabelecidas permanentemente por maldivos. Assim, durante muitos séculos, as ilhas foram ignoradas pelos vizinhos do norte.
As ilhas do arquipélago de Chagos foram cartografadas por Vasco da Gama no início do século XVI, depois reivindicadas no século XVIII pela França como possessão de Maurício. Foram povoadas inicialmente no século XVIII por escravos africanos e trabalhadores indianos trazidos por franco-mauricianos para encontrar plantações de coco. Em 1810, Maurício foi capturado pelo Reino Unido e a França cedeu o território no Tratado de Paris de 1814.
Em 1965, o Reino Unido separou o arquipélago de Chagos de Maurício e as ilhas de Aldabra, Farcuar e Desroches (Des Roches) de Seicheles (quando ambos ainda pertenciam ao Reino Unido) para formar o Território Britânico do Oceano Índico. O objetivo era permitir a construção de instalações militares para o benefício mútuo do Reino Unido e dos Estados Unidos. As ilhas foram formalmente estabelecidas como território ultramarino do Reino Unido em 8 de novembro de 1965.
Em 23 de junho de 1976, Aldabra, Farcuar e Desroches foram devolvidos às Seicheles em razão deste país ter se tornado independente. Consequentemente, o território ficou a consistir somente dos seis principais grupos de ilhas que compõem o arquipélago de Chagos.
A maior ilha e mais ao sul, Diego Garcia, abriga bases navais do Reino Unido e dos Estados Unidos. Todas as ilhas restantes são desabitadas. Entre 1967 e 1973, os agricultores que anteriormente residiam na ilha foram expulsos para a ilha Maurício e para as Seicheles. Em 2000, a suprema corte britânica anulou a ordem de imigração local que expulsou os residentes do arquipélago, mas apoiou o estatuto militar especial de Diego Garcia.
Em 1990, a primeira bandeira do Território Britânico do Oceano Índico foi desenrolada. Esta bandeira, que também contém a Union Jack, tem representações do oceano Índico, onde as ilhas estão localizadas, sob a forma de linhas onduladas brancas e azuis e também uma palmeira que se eleva acima da coroa britânica.
O território permanece atualmente de posse do Reino Unido e administrado por um comissário que reside fora da ilha e por um Gabinete nacional em Londres. A defesa é da responsabilidade do Reino Unido; os Estados Unidos arrendaram o território, em 30 de dezembro de 1966, para fins de defesa por 50 anos até dezembro de 2016, seguido de uma prorrogação de 20 anos (até 2036) desde que nenhuma das partes desse aviso de rescisão em uma janela de dois anos (dezembro de 2014 — dezembro de 2016) e o Reino Unido poderia decidir quais os termos adicionais para ampliar o acordo. Nenhum pagamento monetário foi feito pelos Estados Unidos ao Reino Unido como parte deste acordo ou qualquer alteração posterior. Em vez disso, o Reino Unido recebeu um desconto de US$ 14 milhões dos Estados Unidos na aquisição de mísseis Polaris do sistema de mísseis balísticos lançados por submarino, por aditamento agora desclassificado ao acordo de 1966. Entretanto, o arquipélago de Chagos continua a ser reivindicado pela República de Maurício.

## Governo e política
Como um território do Reino Unido, seu chefe de Estado é o rei Carlos III (Charles III), o chefe de Governo é o comissário Peter Hayes e o administrador Tom Moody, todos residentes no Reino Unido. O comissário e o administrador são designados pelo monarca.

## Economia
Toda a atividade econômica se concentra na ilha Diego Garcia onde estão as instalações de defesa do Reino Unido e Estados Unidos. Aproximadamente 2 000 habitantes nativos, conhecidos como chagossianos ou ilois ("ilhéus", em francês), um povo que fala um crioulo bourbonnais (crioulo chagossiano), foram evacuados para a ilha Maurício antes da construção dos complexos militares; em 1995, havia aproximadamente 1 700 militares americanos e britânicos e 1 500 civis vivendo na ilha.
Projetos de construção e outros serviços necessários para manter as instalações militares são feitos pelos soldados e empregados contratados do Reino Unido, Maurício, Filipinas e Estados Unidos. Não há qualquer atividade industrial ou agrícola nas ilhas. Serviços de telefonia para o exército e necessidades públicas estão disponíveis, providenciando todo o serviço tradicional de telefone comercial inclusive conexão com Internet; o serviço internacional é feito através de satélite. O Território tem três estações de rádio, uma rádio AM e duas FM, e uma estação de televisão.

## Geografia e comunicação
A maioria das ilhas não tem estradas. Diego Garcia tem uma pequena estrada pavimentada entre o porto e aeroporto; normalmente são utilizadas bicicletas para transportes. Diego Garcia é a única ilha a possuir um porto. O único aeroporto está na base militar em Diego Garcia, que tem numerosas pistas.